# Gustav Hellmann

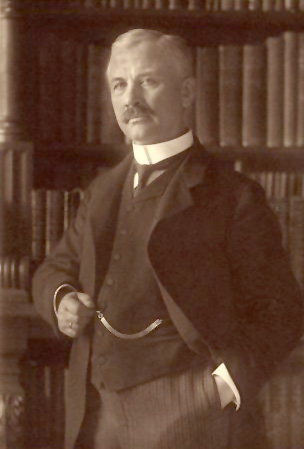
Gustav Hellmann (Heliogravüre von Rudolf Dührkoop)

Gustav Johannes Georg Hellmann (* 3. Juli 1854 in Löwen, Schlesien; † 21. Februar 1939 in Berlin) war ein deutscher Meteorologe und Klimatologe.
Hellmann war von 1882 bis 1885 Interimsleiter des Preußischen Meteorologischen Instituts in Berlin. 1886 wurde er nebenamtlich Professor an der Friedrich-Wilhelms-Universität Berlin und leitete die Abteilung Klimatologie des Preußischen Meteorologischen Instituts, dessen Direktor er schließlich von 1907 bis 1922 war. Er führte neue Messgeräte, unter anderem zur Niederschlagsbestimmung den Hellmann-Regenmesser, in die Klimaforschung ein. Von 1892 bis 1907 war er zusammen mit Julius von Hann Herausgeber der Meteorologischen Zeitschrift. Die an seinem 75. Geburtstag 1929 gestiftete Hellmann-Medaille wurde ihm zu Ehren benannt. Am 6. November 1934 wurde ihm die Goethe-Medaille für Kunst und Wissenschaft verliehen.

## Veröffentlichungen
- Repertorium der Deutschen Meteorologie (1883) E-Text
- Neudrucke von Schriften und Karten über Meteorologie und Erdmagnetismus (1892–1904)
- Die Niederschläge in den Norddeutschen Stromgebieten (3 Bände, 1906)
- mit Georg von Elsner: Meteorologische Untersuchungen über die Sommerhochwasser der Oder. Berlin 1911.
- Beiträge zur Geschichte der Meteorologie (1914–1922)
- Klimaatlas von Deutschland (1921)